# Deidamia II av Epirus
Deidamia II av Epirus, död 231 f.Kr, var regerande drottning av Epirus mellan 235 och 231 f. Kr.   Hon var Epirus sista regent. 